# مرشح (تصوير)

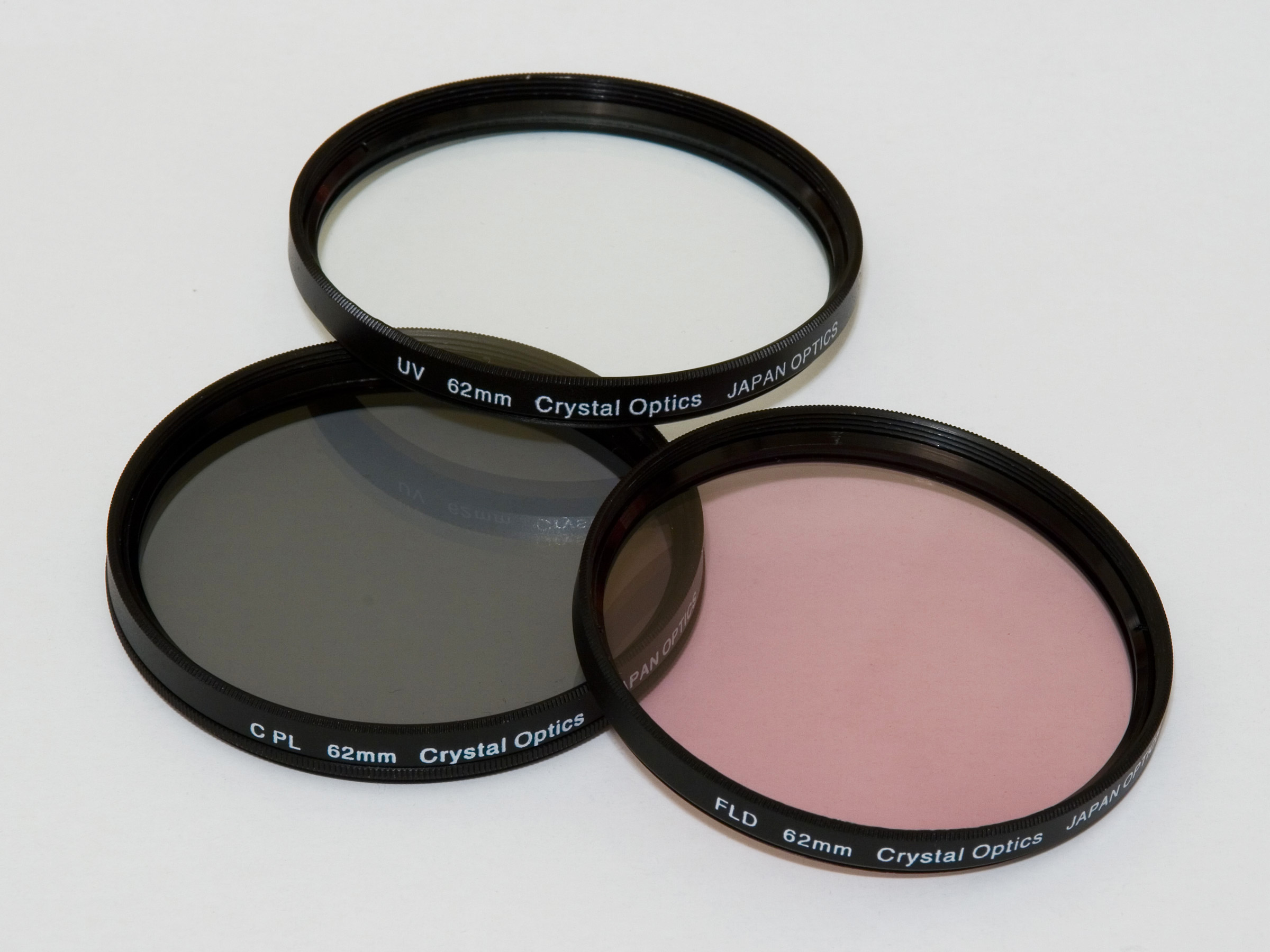
مجموعة مرشحات

المرشح في التصوير هو قرص زجاجي ملون يوضع أمام عدسة آلة التصوير ليرشح الضوء الساقط عليها فيسمح لبعض موجات الضوء بالمرور ويمنع مرور البعض الأخر
وكل مرشح يمنع مرور أي أشعة ما عدا المكونة للونه فقط، فمثلا المرشح الأصفر يسمح بمرور الأحمر والأخضر ويمنع مرور الأزرق والمرشح الأحمر يمنع مرور الأشعة الزرقاء والخضراء ويسمح بمرور الأشعة الحمراء فقط، وهكذا.

## اقرأ أيضا
- مرشح أشعة تحت الحمراء
- مزج ضوئي
- كهروضوئيات
- أجهزة بصرية